# أندي كير
أندي كير (بالإنجليزية: Andy Kerr)‏ (29 يونيو 1931 في المملكة المتحدة - 24 ديسمبر 1997) هو لاعب كرة قدم بريطاني في مركز الهجوم. شارك مع منتخب اسكتلندا لكرة القدم. أما مع النوادي، فقد لعب مع غلينتوران ومانشستر سيتي ونادي أبردين ونادي بارتيك ثيسل ونادي سندرلاند ونادي كيلمارنوك ورابطة كرة القدم الاسكتلندية الحادية عشر ‏.

## وصلات خارجية
- أندي كير على موقع الاتحاد الإسكتلندي (الإنجليزية)
- أندي كير على موقع قاعدة بيانات كرة القدم.إي يو (الإنجليزية)